# 작은노랑박쥐
작은노랑박쥐(Rhogeessa parvula)는 애기박쥐과에 속하는 박쥐의 일종이다. 멕시코에서만 발견되고있다.

## 특징
가장 작은 애기박쥐 중의 하나로 성체의 작은노랑박쥐는 전체 몸길이가 겨우 7~8cm에 불과하고, 전완장은 3cm, 몸무게는 겨우 3~8g이다. 몸 크기에서 약간 연속 변이를 보이고 있으며, 가장 작은 개체군은 나야리트주에서 발견되며 분포 지역의 북쪽과 남쪽 두 지역 모두에서 크기가 증가한다. 일반명처럼 털은 보통 누르스름하고, 개체에 따라서 길이 방향의 털 대부분은 엷은 황갈색 또는 밤색빛 갈색이지만 털 안쪽은 회색빛 갈색을 띤다. 털 질감은 부드럽고 하체 쪽으로 갈수록 회색빛을 더 띤다. 다리 사이 날개막의 작은 반점이 있는 부분을 제외하고는 날개막은 검고 털이 없다. 꼬리비막 끝까지 꼬리가 이어진다. 머리는 비정상적으로 작고 좁으며, 수염이 나 있고 작고 뾰족한 귀와 작은 눈을 갖고 있다. 두 눈에 사마귀가 있고, 턱 아래에도 있다. 작은노랑박쥐는 아메리카노랑박쥐속의 다른 박쥐들과 몸 크기와 꼬리비막에 난 털의 양, 세밀한 이빨 형태 등으로 구별할 수 있다.

## 분포
작은노랑박쥐는 멕시코의 토착종이다. 소노라주 중부 지역부터 남쪽으로 오아하카주 서부 지역까지 멕시코 서부 끝쪽을 따라서 발견되며, 해수면 근처부터 해발 최대 1219m 높이까지 서식한다. 2종의 아종이 알려져 있으며, 승명아종 "파르불라(R. parvula parvula)"는 좀더 북쪽에서 발견되고 나머지 아종 "메이저(R. parvula major)는 분포 지역의 남쪽 부분에서 서식한다.

## 생태
작은노랑박쥐는 아열대 식생 지역에서 서식하며 냇가와 호수, 민물 수계에서 주로 포획된다. 메스키트와 선인장 식생 지대에서 발견된다고 보고되고 있으며 일출 이후와 이른 오후 시간에 활동적이다. 임신한 암컷이 2월과 6월 사이에 포획되며, 젖을 먹이는 어미와 새끼는 6월과 9월 사이에 발견된다. 한 번에 두 세 마리의 새끼를 낳는다.